# 프랭크 드레이크

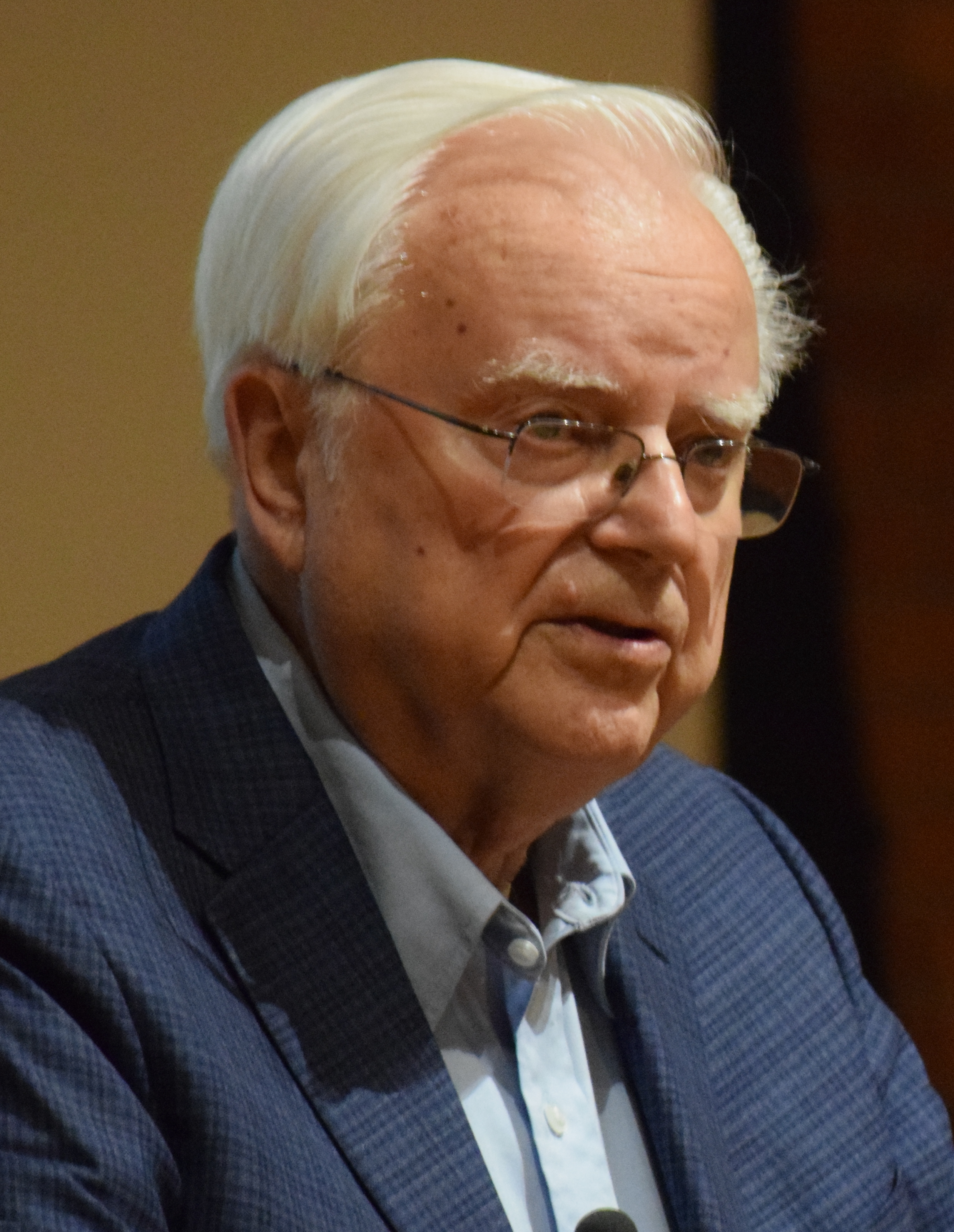
프랭크 드레이크(2017년)

프랭크 도널드 드레이크(영어: Frank Donald Drake, 1930년 5월 28일~2022년 9월 2일)는 미국의 천문학자이자 천체물리학자이다. 그는 SETI를 창설하고 드레이크 방정식을 만들었다. 1960년에 고래자리 타우별에 신호를 보낸 오즈마 계획을 만들었다.

## 같이 보기
- 릭 천문대